# 161585 Danielhals
161585 Danielhals este o planetă minoră (asteroid) din centura de asteroizi. A fost descoperită pe 10 aprilie 2005 la Observatorul Național Kitt Peak de Marc Buie⁠(d). 
Obiectul prezintă o orbită caracterizată de o semiaxă mare de 3,1601425495208 UAi, o excentricitate de 0,17393036260497, o înclinație de 2,8519746961155 ° în raport cu ecliptica.